# Palazzo Surian Bellotto

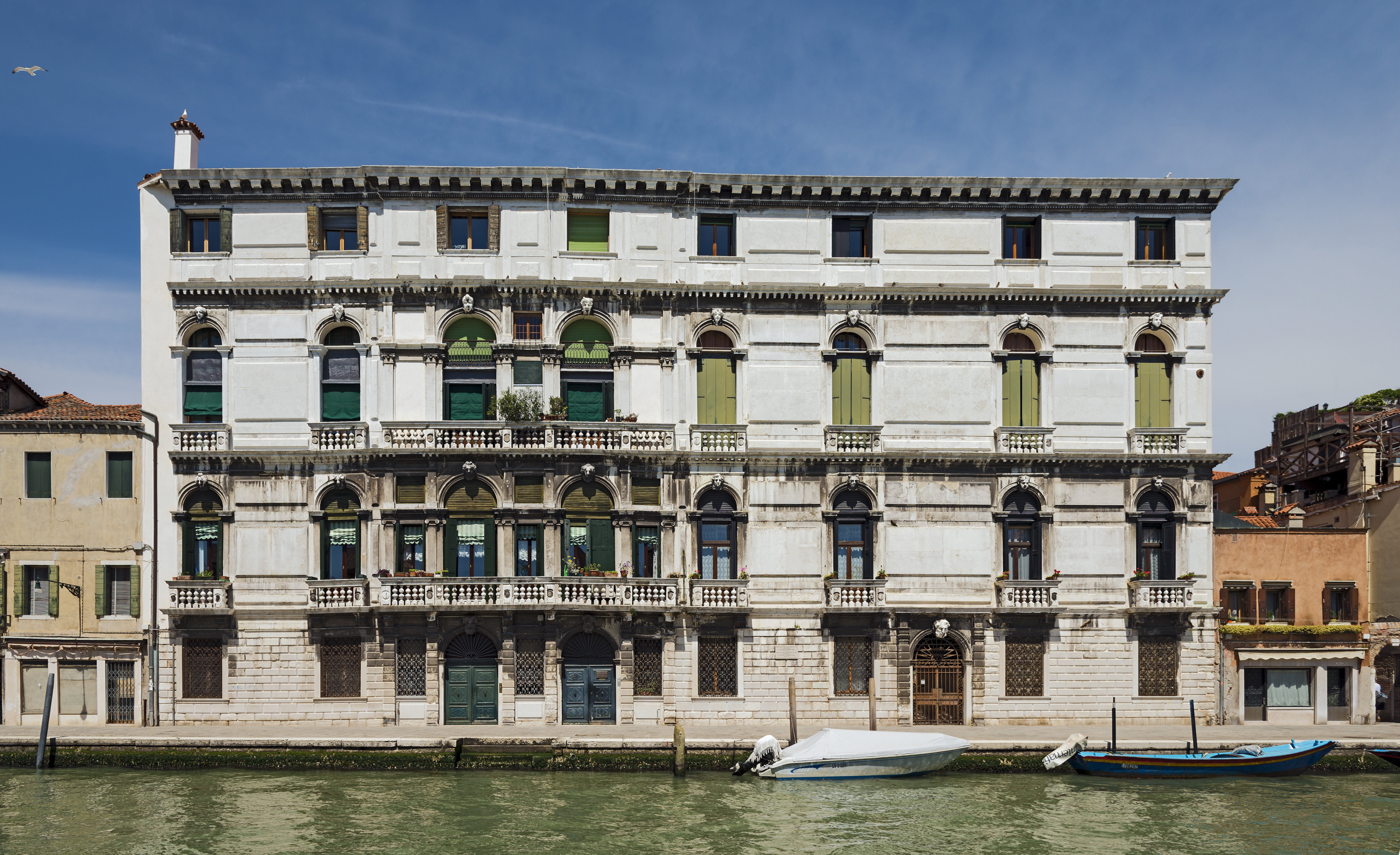
Hauptfassade des Palazzo Surian Bellotto

Palazzo Surian Bellotto ist ein Palast in Venedig in der italienischen Region Venetien. Er liegt im Sestiere Cannaregio mit Blick auf den Canale di Cannaregio.

## Geschichte

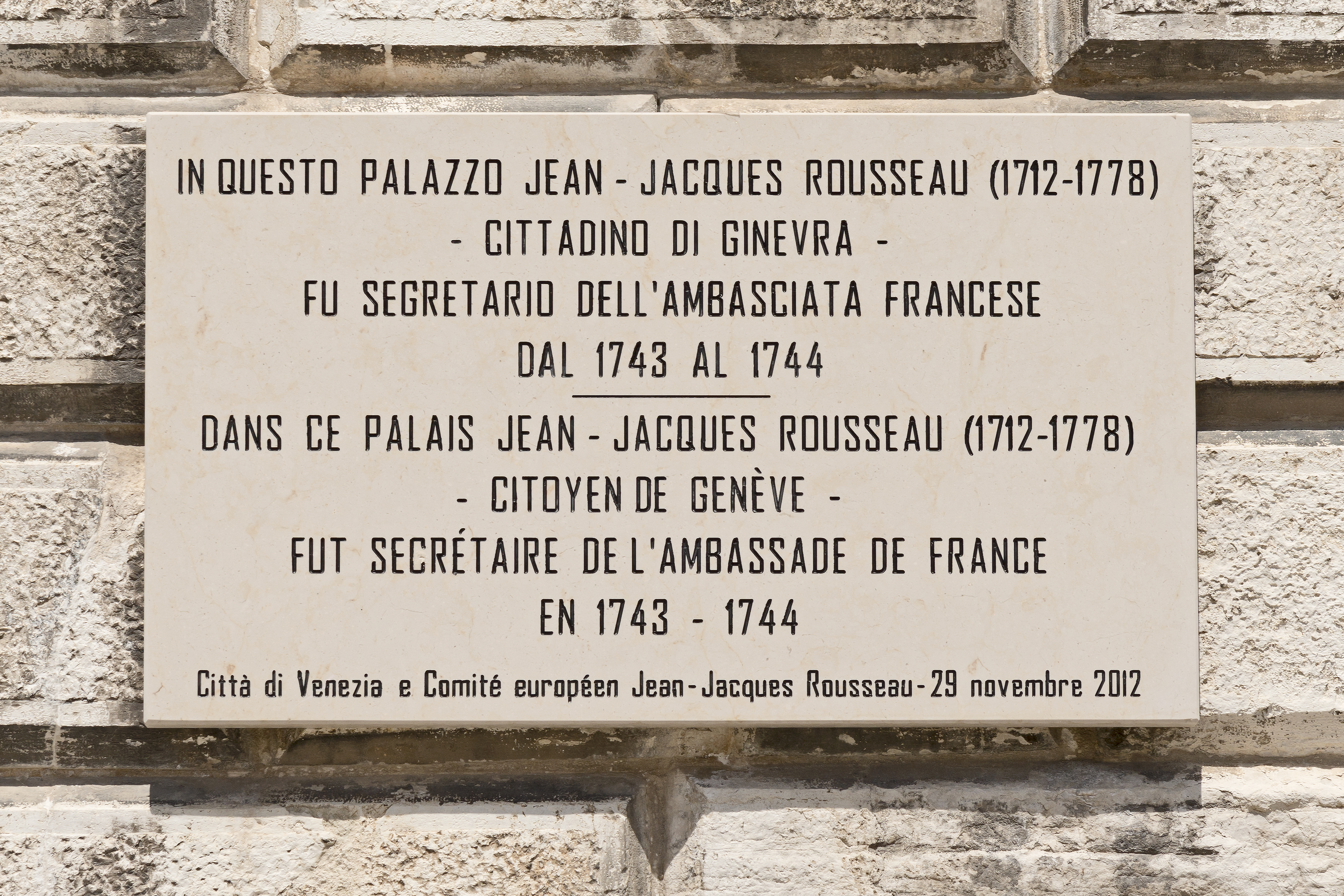
Steintafel zur Erinnerung an Jean Jacques Rousseau an der Fassade des Palastes

Dieser Palast, dessen Fassade zu den wichtigsten am Canale di Cannaregio gehört, wurde im 17. Jahrhundert vom Architekten Giuseppe Sardi, der auch den benachbarten Palazzo Savorgnan baute, für die Patrizierfamilie Surian, die armenischen Ursprungs war, entworfen.
Ende desselben Jahrhunderts fiel der Palast an die ursprünglich aus Brescia stammende Familie Bellotto. Im 18. Jahrhundert wurde dort der venezianische Sitz der französischen Botschaft untergebracht. Dies war die Zeit, in der der Philosoph Jean-Jacques Rousseau lebte.
Nach dem Fall der Republik Venedig im 19. Jahrhundert begann für den Palast eine lange Zeit des Niedergangs, in der die prächtige originale Struktur und Ausstattung der Innenräume unwiederbringlich verloren ging.
Heute ist der Palazzo Surian Bellotto ein privates Wohnhaus.

## Beschreibung

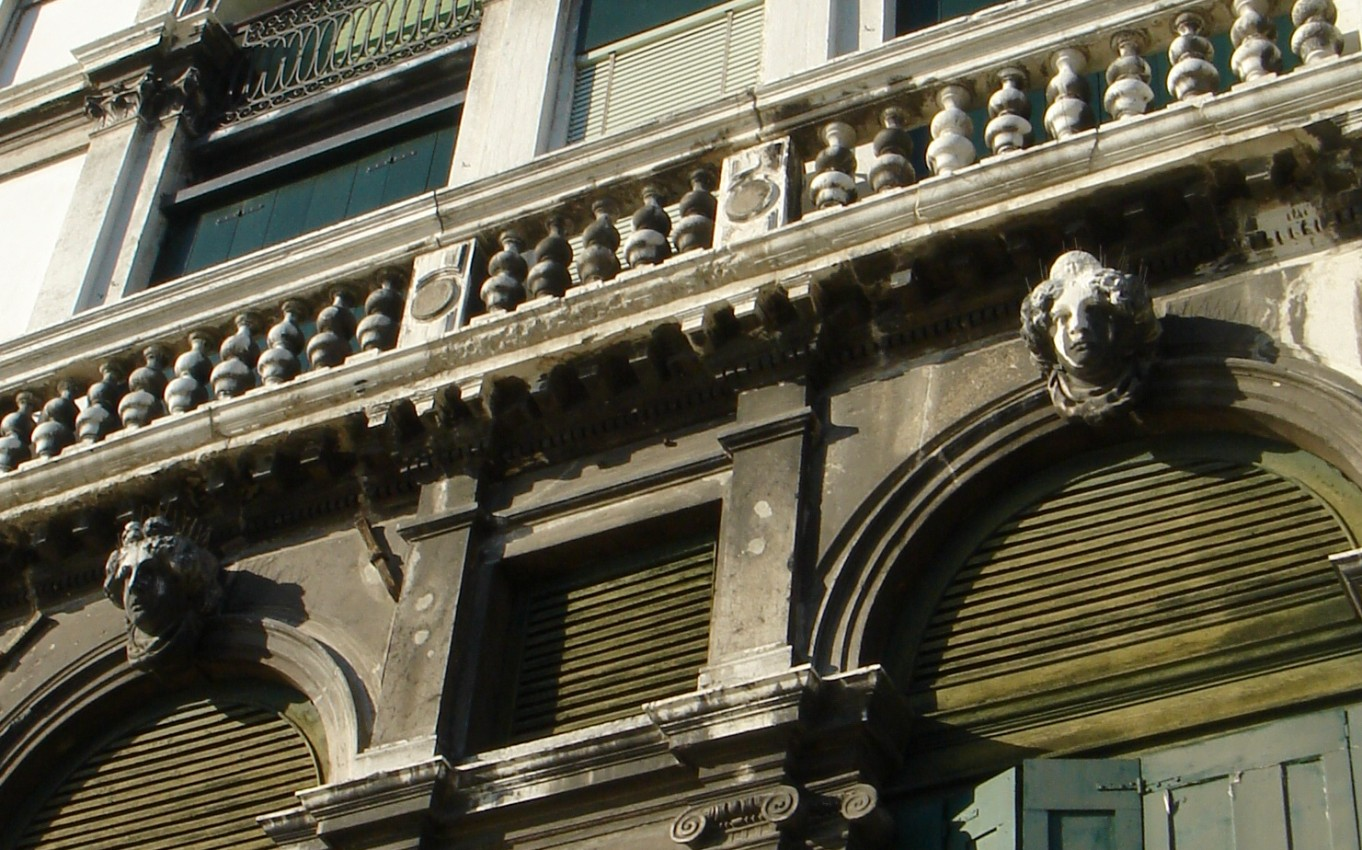
Detail der Fassade mit Maskarons und Balustern

Der besterhaltene und wichtigste Teil des Palazzo Surian Bellotto ist die großartige barocke Fassade, die sich mit ihren vier Stockwerken über die benachbarten kleineren Paläste erhebt.
Die Fassade ist asymmetrisch; ihre Mittelachse ist nach links verschoben: Sie liegt dort, wo sich die wertvollsten Öffnungen finden: Im Erdgeschoss zwei mit Maskarons verzierte Portale in Bossenwerk, mit denen im Hauptgeschoss zwei Paare venezianische Fenster korrespondieren. Die im zweiten Obergeschoss sind zum Teil verbrettert. Die anderen Fenster sind große Einzelfenster mit Steinrahmen, die reich mit den Motiven aus den venezianischen Fenstern verziert sind. Alle Fensteröffnungen des Hauptgeschosse haben Maskarons und Baluster. Das dritte Obergeschoss hat rechteckige Fenster kleineren Ausmaßes.
Die Geschosse der Fassade sind durch schöne Gesimse getrennt, wogegen die Oberkante des Gebäudes mit einer gezahnten Dachtraufe geschmückt ist.

## Quelle
- Marcello Brusegan: I palazzi di Venezia. Newton & Compton, Rom 2007. ISBN 978-88-541-0820-2. S. 341–342.